# Frank Ramond
Frank Ramond (* 7. April 1964 in Istanbul) ist ein deutsch-französischer Liedtexter, Komponist, Sänger und Musikproduzent.

## Leben
Frank Ramonds Vater ist Franzose, seine Mutter Deutsche. Er besuchte die Schule in Mexiko-Stadt, danach in Hamburg. 1983 machte er sein Abitur am Hamburger Jesuiten-Gymnasium St. Ansgar. Bereits während seines Jurastudiums produzierte er seine ersten Schallplatten und arbeitete als Werbesprecher.
1996 bis 1997 war Frank Ramond als Live-Musiker Teil des Ensembles Lotto King Karl & die Barmbek Dream Boys. 
Seitdem ist er als Musikproduzent und Songwriter tätig.
Sein Werk umfasst bisher etwa 500 Titel, darunter sind zahlreiche Verkaufs- und Rundfunkerfolge im In- und Ausland. 
2006 wurde er zum stellvertretenden und 2009 zum ordentlichen Mitglied des Aufsichtsrats der GEMA gewählt.

## Werke
Er schrieb unter anderem für Udo Lindenberg, Oli.P, Barbara Schöneberger, Yvonne Catterfeld, Christina Stürmer, Die Lollipops, DJ Ötzi, Truck Stop, Goldrausch, Nino de Angelo, Lotto King Karl, Vicky Leandros, Roger Whittaker, Annett Louisan, Jördis Tielsch, Mary Roos, Ina Müller, Die Puhdys, Joana Zimmer, Schwesterherz, Mirja Boes, Daniel Caccia und Roger Cicero, für den er 2007 Frauen regier’n die Welt textete, den deutschen Beitrag zum Eurovision Song Contest.
2009 und 2011 veröffentlichte er Soloalben.
Zur Musik von Martin Lingnau schrieb Ramond die Texte zum Musical Das Wunder von Bern, das 2014 in Hamburg Premiere feierte, und zum Musical Skiverliebt, das am 1. Februar 2025 am Salzburger Landestheater uraufgeführt wurde.

## Diskografie

### Alben
- 2009: Große Jungs
- 2011: Ganz Klar

### Singles
- 2009: Ich zähl bis drei
- 2010: Direkt auf’m Sofa
- 2010: Sie liebt à la Carte
- 2010: Das war doch gerade neulich
- 2011: Sie hat’s ihren Freundinnen erzählt

## Auszeichnungen
- 2007: Echo in der Kategorie Bester Produzent, zusammen mit Matthias Haß
- 2010: Fred-Jay-Preis
- 2021: Deutscher Musical Theater Preis, Auszeichnung für die besten Liedtexte (Goethe!)